# 维克托·阿巴库莫夫
维克托·谢苗诺维奇·阿巴库莫夫（俄語：Виктор Семёнович Абакумов，1908年4月24日—1954年12月19日），苏联副国防人民委员兼反间谍总局局长，苏联国家安全部部长。

## 生平
1908年，出生在莫斯科的工人家庭。1928年，加入苏联共青团。1930年，加入苏联共产党，任压力机厂共青团支部书记。1931年，任共青团莫斯科郊区委员会军事处处长。1932年，被调入内务人民委员部，负责同国民经济中的破坏活动作斗争。1933年，被调往内务人民委员部国家安全总局中央办公厅经济局。1937年，被调往内务人民委员部国家安全总局二处，负责搜查、跟踪和安装窃听器等活动。1938年，调到罗斯托夫的内务人民委员部。
1941年，调回莫斯科任贝利亚的副手。1943年，负责施密尔舒并兼任副国防人民委员。1946年，任苏联国家安全部部长。1953年，因“医生案件”被捕。1954年，被指控叛国遭枪决。